# عليآباد (مقاطعة إسلام آباد غرب)
عليآباد (بالفارسية: علی‌آباد) هي قرية تقع في قسم حومة الجنوبي الريفي (مقاطعة إسلام آباد غرب) في إيران. يقدر عدد سكانها بـ 1,086 نسمة .